# دیوید کامارا
دیوید کامارا (انگلیسی: David Camara؛ زادهٔ ۲۳ سپتامبر ۱۹۷۶) بازیکن فوتبال اهل فرانسه است.
از باشگاه‌هایی که در آن بازی کرده‌است می‌توان به باشگاه فوتبال نانسی و باشگاه فوتبال لو مان اشاره کرد.